# Malick
Malick es una localidad de Trinidad y Tobago, que forma parte de la región de San Juan-Laventille.

## Geografía
La localidad abarca parte de la isla Trinidad y limita al norte con Febeau Village, al sur con Barataria, al este con San Juan y al oeste con Morvant.

## Demografía
Datos demográficos de la localidad de Malick:
| Gráfica de evolución demográfica de Malick entre 2000 y 2011 |
|                                                              |